# Kotva

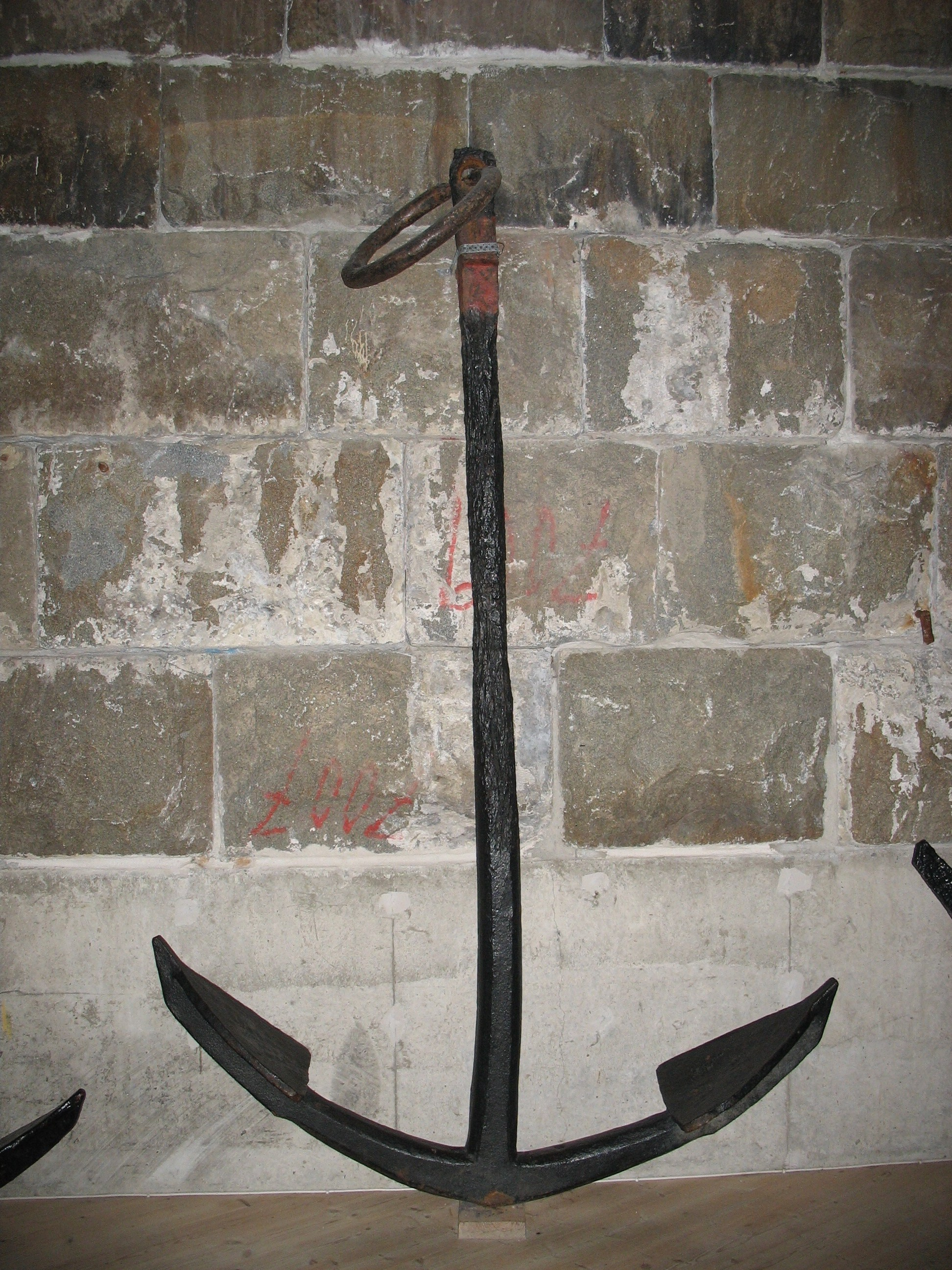
Kotva švédské válečné lodě Vasa (17. století)

Kotva je zařízení, používané ke spojení plavidla se dnem vodní plochy, na níž pluje. Obvykle je kotva ke dnu spouštěna na řetězu nebo lanu a je vybavena jedním nebo několika zpětnými hroty. Hroty se mají zarýt do dna a tím fixovat loď na místě.
Kotvy v historii prodělaly vývoj od jednoduchého závaží (obvykle kamene) až po speciálně tvarovaná zařízení často i s pohyblivými částmi.
Délka kotevního řetězu se měří na úseky dlouhé 15 sáhů (27,435 metru), tzv. šakly (z angl. shackle).